# 敷島製パン
敷島製パン株式会社（しきしませいパン、英: Pasco Shikishima Corporation）は、愛知県名古屋市東区白壁に本社を置く製パン会社。1920年（大正9年）創業。
日本国内製パン業界で1位の山崎製パン、2位のフジパングループ本社に次ぐ第3位のシェアを占め、ともに製パンの大手3社を構成する。「Pasco」（パスコ、Pan Shikishima Company）のブランド名で知られる。航空測量大手のパスコとは無関係である。

## 概要
ブランド名は、2003年以降、「Pasco」に統一されている。それ以前は「Pasco」ブランドの使用は関東地方・東北地方の一部のみで、中部地方（静岡県、長野県）以西では「シキシマ」ブランドを用いていた。ロゴマークと絡めて「桜のマークのシキシマパン」と呼ばれていたこともある。後に「Pasco シキシマ」と併記されるようになった時期もあった。Pascoへのブランド統一を「第二の創業」と位置付けている。
コーポレートカラーは、「Pasco」へのブランド統一以降、グリーンに統一されている。それ以前は、「Pasco」ブランド使用の関東地方では青、それ以外の地域では赤であった。
売上構成は、菓子パンを含むパン類76%、菓子類13%、その他11%となっている（2005年（平成17年）8月時点）。「菓子」製品には名古屋銘菓の「なごやん」などもあり、中京地域以外の一部店舗で販売されていることもある。
子会社のレアールパスコベーカリーズが、フランスの有名高級ベーカリーカフェ「PAUL」ブランドで日本国内20店舗（2014年（平成26年）1月時点）、「FAUCHON」ブランドでも国内24店舗を展開している（2014年（平成26年）1月時点）。
会社の歴史
発祥は製粉所で、第一次世界大戦中のドイツ捕虜収容所（名古屋俘虜収容所）のドイツ兵捕虜の指導をきっかけにパンづくりに取り組み、第一次世界大戦終結後、敷島製パンが発足する際に元捕虜のハインリヒ・フロインドリーブを技師長として招聘するなど、ドイツ流製法から発展している。
1918年米騒動を受けて、創業者の盛田善平は「パンが米の代用食になる」と考え、1920年に会社を興した。「敷島」は日本の古称の一つで、善平が国学者の本居宣長を尊敬していたことから社名とした（「社名・ブランド名」参照）。
創業にはミツカンも出資したが、盛田家の同族企業である。ソニー創業者の盛田昭夫や造り酒屋の盛田株式会社で有名な盛田家の分家筋の盛田善平が創業家にあたる。現在の代表取締役社長である盛田淳夫は、創業者・盛田善平の曾孫である。
中京地域からの全国展開は高速道路網の発達を契機とし、名神高速道路の開通によって関西地方への進出を試みて成功。その後、他の地域への展開も徐々になされ現在に至る。
食パンで大きなシェアを持ち、1998年（平成10年）に関西地方限定で発売した「超熟」食パンがヒット商品となり、全国発売してからは食パンのトップブランドとなった。これは従来から効果が知られていたが量産化が難しく使用されていなかった湯種製法を用いており、この量産化製法特許取得により他社に先駆け製品化が可能となった。「超熟」の開発から販売までを綴った書籍『超熟ヒットの理由 「食パン」から学ぶブランドNo.1物語』（品川雅彦著、幻冬舎）が発刊されている。2006年（平成18年）、愛知県から「愛知ブランド認定企業」とされた。2008年（平成20年）、17年ぶりに価格改定を実施した。

## 社名・ブランド名
社名の「敷島」は、善平が尊敬していた本居宣長の和歌「敷島の大和心を人とはば朝日に匂う山桜花」から採られた。
「Pasco」は前述の通り「Pan Shikishima Company」の頭文字を取ったものだが、これは東京進出に際して当時の社長が懇意にしていた女優・ミヤコ蝶々から「東京でモノを売るには名前次第」というアドバイスを受けて考案したものであった。また理由の一つとして、江戸弁では「し」と「ひ」の発音が曖昧で「シキシマ」が発音しにくいため、東京進出に際して洒落た横文字の「Pasco」を考案したということも挙げられている。

## 主な事業所・工場
出典：敷島製パン公式サイト「営業所・ネットワーク」（2018年3月11日閲覧）
本社ビルは「テクノコア」という名称である。

### 本社・カンパニー
- 本社テクノコア（愛知県名古屋市東区）
- パスコイーストカンパニー・目黒営業所（東京都目黒区）
- パスコウエストカンパニー（大阪府豊中市）
- パスコ冷食カンパニー（兵庫県神戸市西区）

### 工場
中部地方
- 刈谷（愛知県刈谷市）
- 犬山（愛知県犬山市）

関西
- 大阪豊中（大阪府豊中市、ウエストカンパニーと同所）
- 奈良（奈良県大和郡山市）
- 神戸（兵庫県神戸市西区）
- 神戸冷食プラント（兵庫県神戸市西区、冷食カンパニーと同所）

関東
- パスコ東京多摩（東京都昭島市）[9]
- パスコ湘南（神奈川県高座郡寒川町）
- パスコ利根（千葉県野田市）
- 埼玉（埼玉県比企郡川島町）

会社概要に「国内に15工場（グループ企業4工場含む）」と説明されており、東京・目黒に小規模だが「目黒工場」があるように上記以外に5つほど工場がある。

## 関連会社・団体
- 株式会社四国シキシマパン
- 株式会社信州シキシマ
- 株式会社レアールパスコベーカリーズ
- 株式会社ジャパンフレッシュ - 2011年3月、カッパ・クリエイトに株式の80%を譲渡[12]。残りの20%は引き続き保有している[12]。
- 株式会社クチーナ
- 愛知ミタカ運輸株式会社
- パスコ・ロジスティクス株式会社
- ニッポン・インドサリ・コーピンド（インドネシア）
- Panash Limited（香港）
- シキシマ学術・文化振興財団
- 株式会社パスコ・エクスプレス
- 岩島成專業烘焙公司（台湾）
- 上海頂盛食品工業公司（中華人民共和国）

## 主な製品
パン類
- 「超熟」シリーズ
- 「スナックパン」シリーズ
- 「十勝バタースティック」シリーズ
- 「イングリッシュマフィン」シリーズ
- 「窯焼きパスコ」シリーズ
- 「PASCO SPECIAL SELECTION」シリーズ
- 「My Bagle」シリーズ
- 「バラエティブレッド」シリーズ
- 「低糖質」シリーズ
- 「ゆめちから」シリーズ
- 「ゆめちから入り塩バターパン」
- 「あらびきソーセージ」
- 「厚ぎりフレンチ」
- 「銀チョコロール」
- 「フレンチアップルパイ」
- 「コオロギ　カフェ」シリーズ

この他、バンダイから販売されている「たまごっち」や「SDウルトラシリーズ」などの食玩パンも手がけている。
菓子類
- 「なごやん」
- 「うさぎのほっぺ」

## 販売地域

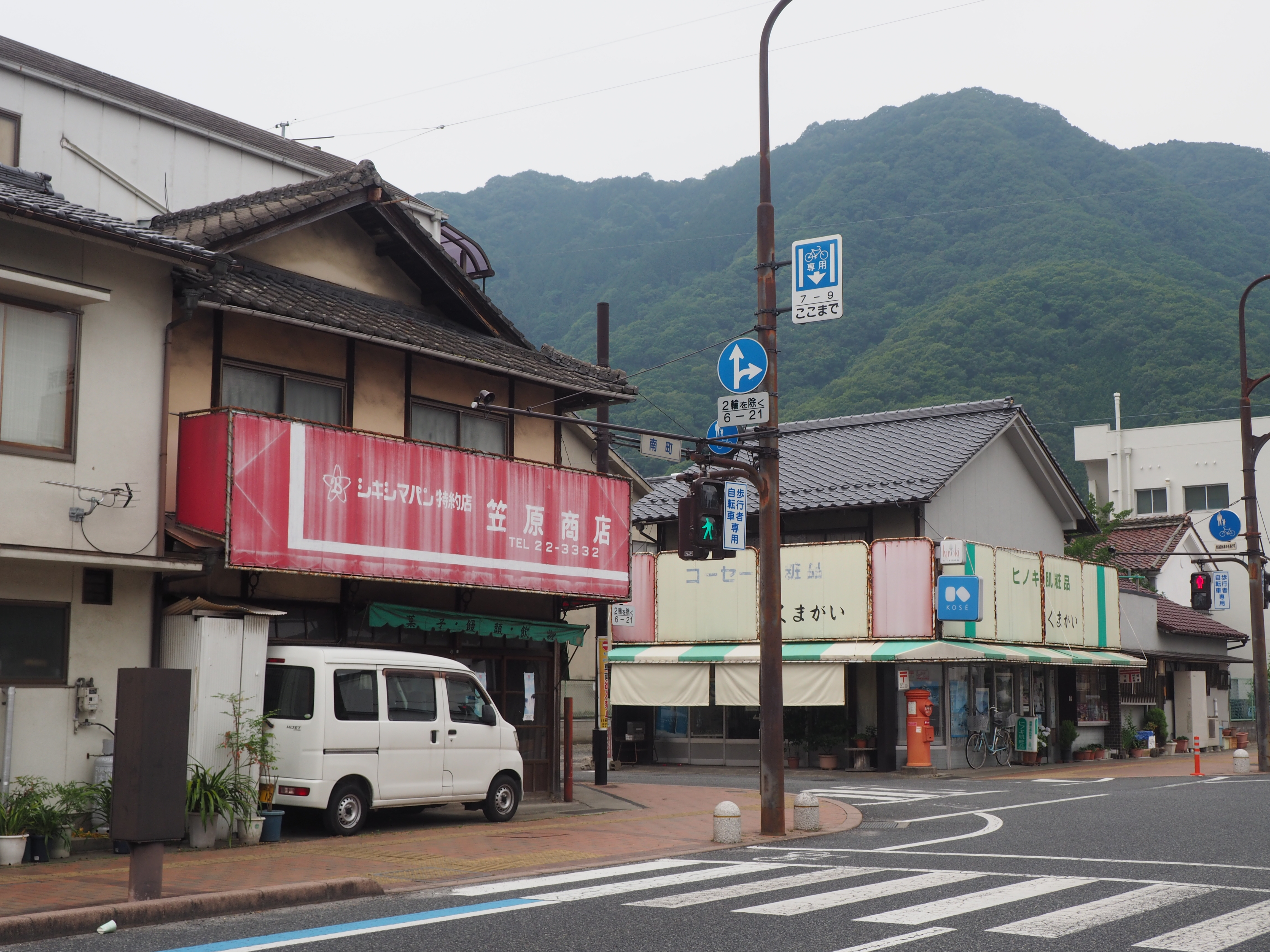
シキシマパン特約店（岡山県高梁市、2019年）

日本の広域、一部の地域を除いて、ほぼ日本全域で販売されている。
直営の工場で製造・販売している地域と、フランチャイズ工場で製造し「Pasco」ブランドで販売している地域がある。中部地方、関西、関東などには直営工場があり製造・販売している。上の「主な事業所・工場」の節でも解説したが、東京都・神奈川県・千葉県・埼玉県にも自社工場があり、関東全域のスーパーマーケットやコンビニエンスストアにもPascoブランドのパンが並んでいる。
北海道・九州地方には、子会社の「レアール・パスコベーカリーズ」が展開している。
以前は北海道に販売拠点がなく販売がされていなかった時代があったが2013年（平成25年）に札幌市手稲区に「Pasco夢パン工房」手稲店をオープン。2018年（平成30年）には江別市に「Pasco夢パン工房」野幌店と「Pasco札幌セントラルキッチン」をオープンした。併設された「Pasco札幌セントラルキッチン」は「Pasco夢パン工房」各店舗への商品供給のほか、札幌近郊の一部スーパー、卸売業者等に商品を供給して北海道でも販売を開始している。また、北海道でしか購入できなかった北海道限定の超熟の全国への通信販売を2020年7月より開始した。
東北地方と沖縄県では、自社工場はないが、広義の「エリアフランチャイズ」方式で、Pasco（シキシマ）ブランドの商品を委託製造している会社がある。東北地方では白石食品工業に生産・販売を委託している。沖縄県では、オキコにライセンス生産・販売を委託しており、オキコの公式サイトにもPascoの通販サイトへのリンクが組まれている。
九州に関しては、2019年（令和元年）7月1日、九州北部エリア（福岡県・佐賀県・長崎県・大分県・熊本県）への商品供給が開始され、福岡県に関しては、山口県に本拠地を持つ食品スーパー「アルク」の北九州市内の2店舗、県内のサンクスで一部商品が販売されていた。供給開始に先立ち、同年5月30日に福岡県糟屋郡に営業拠点となる「パスコウエストカンパニー 西日本支社 福岡営業所」が開所されている。当面はセンター共同配送にて店舗輸送が可能な流通チェーンに限定し、一部店舗にて「超熟」シリーズ・バラエティブレッド・国産小麦シリーズを中心に販売される。宮崎県・鹿児島県へは、9カ月遅れの2020年（令和2年）4月1日から取り扱いを開始し、九州全県への商品供給が行われるようになった。九州地区では北部エリアでの販売開始当初、専用のTVCMが制作・放映され、製品には円形の緑色で「はじめましてパスコです。」のシールが貼られていた。
ごく一部地域では、敷島製パンが個人商店に販売を委託し「ニュージョイス」という名称で店舗展開している。コンビニエンスストアのようにパン以外に菓子、雑貨、新聞雑誌などを販売している店もあるが、24時間営業の店舗は存在しない。
パスコイーストカンパニーがある東京都目黒区内のイオンスタイル碑文谷では、目黒工場で生産される限定商品「碑文谷パン・ド・ミ」が販売されている。
全国ネットのテレビ番組では、販売されていない地域でもCMが放送されることがあるが、その場合は「一部の地域では発売されておりません」「商品はPascoの直販サイトでも買えます」のお断りテロップが小さな文字で表示される場合がある。

## CM

### イメージキャラクター
- 小林聡美 - 1994年から2012年までCMに出演。
  - 小林が出演した映画『かもめ食堂』とのコラボレーションで撮影スタッフやロケ地が共通し、もたいまさこも出演しているCMを放送した。
- 深津絵里 - 2013年から2020年までCMに出演。
  - 「超熟」のCMにおける小林の配役を踏襲。
- 杉咲花 - 2020年10月から「つれづれパン日記」シリーズのキャラクターとして出演。
  - 「超熟」シリーズの商品CMだけでなく、「国産小麦」シリーズのCMにも出演している。
- ワンワンセレプー それゆけ!徹之進 - 同作の登場人物である「徹之進」と「犬山ルミ」を起用。これをきっかけにプレゼントキャンペーンとのイメージキャラクターに採用され、「春のわくわくプレゼントキャンペーン」でもキャラクターに採用されていたが、現在は姿を消している。なお、Pascoは本放送時の提供スポンサーも担当していた。
- リサとガスパール - 近年でのプレゼントキャンペーンに、グッズを採用しているキャラクター。
- くまのがっこう - スナックパンシリーズのパッケージにジャッキーを採用している。

### 提供

#### 一社提供
- さくらんぼ教室 - 1963年（昭和38年）から1967年（昭和42年）までCBCテレビ（中部日本放送）で放送されていた、敷島製パン一社提供のクイズ教育番組。
- 天才クイズ - 1967年（昭和42年）から2004年（平成16年）までCBCテレビで放送されていた、敷島製パン一社提供のクイズ番組。
- Pascoブルーハーツのしおり → 木根尚登えんぴつを削って - 1988年〜1990年にNACK5で放送されていた夜のバラエティ番組「それ行け!HOMO LUDENS」内の一社提供コーナー。
- CBCフラッシュニュース - CBCテレビ、一社提供（金曜日）
- 東海フラッシュニュース - 東海テレビ、一社提供（土曜日）

#### 複数社提供
- ヒルナンデス! - 2013年4月より提供している日本テレビ系列のテレビ番組。
  - 13:32頃 - 13:35頃に提供。
- 知っとこ! → サタデープラス - 毎日放送制作・TBS系列のテレビ番組[注 4]。
- メレンゲの気持ち - 日本テレビ系列のテレビ番組[注 5]。
- ヴィヴィアン - 1987年（昭和62年）から1994年（平成6年）まで中京テレビで放送されていたローカルバラエティ番組。
- 新春スポーツスペシャル箱根駅伝 - 日本テレビ系列のスポーツ中継。
  - 箱根駅伝の協賛企業でもある。販売地域外の局ではACジャパンに差し替えられていた。2010年（平成22年）の第86回大会から2015年（平成27年）の第91回大会まではスポンサーから外れていた（CM出稿は一部地域にてPTの形で継続）。
- ワンワンセレプー それゆけ!徹之進 - テレビ愛知製作。前述したように「徹之進」と「犬山ルミ」がプレゼントキャンペーンのイメージキャラクターとして起用された。本放送時の提供スポンサーであり、TVCMは30秒[注 6]で放送されていた。
- ちびまる子ちゃん - フジテレビ製作。『それゆけ!徹之進』からの後継で、2017年10月8日より提供スポンサー。

## 協賛するイベント
- 東京箱根間往復大学駅伝競走 - 通称「箱根駅伝」。
  - 暮れ頃に製造販売される食パン等の製品には必ず広告ステッカーが貼り付けられている。また、中継番組の提供もしている。
- 犬山国際友好シティマラソン - 愛知県犬山市で行われるマラソン大会。
  - 当社が協賛企業であるのは犬山工場があることが関係している。参加者への景品としてパンを提供している。
- 名古屋ウィメンズマラソン - 2011年より協賛している。
  - こちらも同マラソン中継の提供スポンサーでもある。かつての箱根駅伝中継同様、販売地域外の局ではACジャパンに差し替えられている。